# Verband für internationale Verständigung

Le Verband für internationale Verständigung (en français Fédération pour la conciliation internationale) est une association pacifiste allemande fondée en 1911 sous l'impulsion du professeur Otfried Nippold et d'Alfred Hermann Fried. Le premier bureau de la fédération est composé du président Emmanuel Ritter von Ullmann, juriste, de ses remplaçants Otfried Nippold et Walther Schücking et du trésorier Hermann Maier alors directeur de la Banque d'Allemagne à Francfort. L'association est contre la guerre, pour l'entente entre les pays et pour l'éducation de la jeunesse. Elle a également pour but de rassembler le plus grand nombre de pacifistes possible en approchant ceux n'osant pas s'avouer liés à la cause, le pacifisme étant alors synonyme de trahison pour les cercles dirigeants. Fried met beaucoup de ses espoirs dans cette fédération qu'il veut voir devenir la « Chambre haute » du mouvement pacifiste, espoirs qui seront déçus.
La fédération rejoint le mouvement général de la Conciliation internationale du Baron d'Estournelles de Constant. Son rattachement au mouvement d'Estournelles de Constant lui permet de bénéficier de l'aide financière de la Fondation Carnegie et donc d'obtenir une reconnaissance parmi les nations, chose que la Deutsche Friedensgesellschaft n'est pas encore parvenue à atteindre. Lors des congrès de Heidelberg en 1912 et de Nuremberg en 1913, la fédération gagne en prestige avec la venue de pacifistes tel que Théodore Ruyssen.
On compte parmi les membres le sociologue Max Weber, ou encore Friedrich Naumann. Se crée alors un pacifisme d'élite qui se détache peu à peu du pacifisme de masse et qui fait tout pour s'en détacher. Ludwig Quidde, le représentant du pacifisme organisé se trouve en minorité au sein de ce groupement qui compte 350 membres en 1913.
Pendant la Première Guerre mondiale, les membres du Verband soutiennent la guerre comme un devoir national. Après le conflit, l'association s'occupe de questions en rapport avec la Société des Nations puis est dissoute en 1926.